# Michael Masser

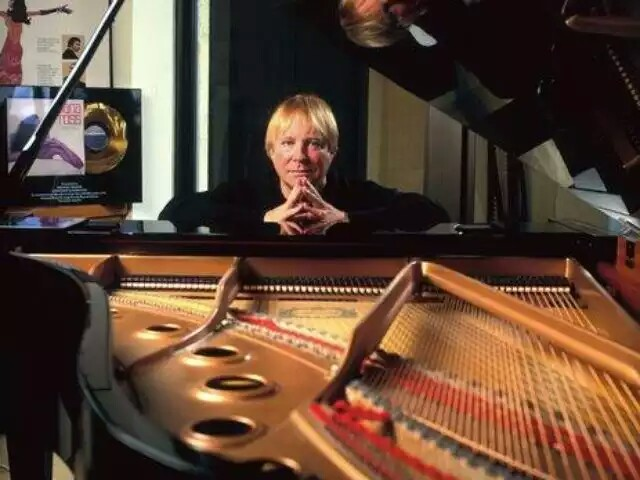
Michael Masser

Michael William Masser (* 24. März 1941 in Chicago, Illinois; † 9. Juli 2015 in Rancho Mirage, Kalifornien) war ein US-amerikanischer Komponist und Produzent. Bekannt wurde er mit großen Pop- und Soul-Balladen unter anderem für Diana Ross und Whitney Houston in den 1970er und 1980er Jahren.

## Leben
Sein erster Nummer-1-Hit in den USA war 1973 Touch Me in the Morning für Diana Ross, gefolgt von Theme from Mahogany (Do You Know Where You’re Going to), ebenfalls ein Nummer-1-Hit für Diana Ross, der in den 1990er Jahren von Mariah Carey und Jennifer Lopez gecovert wurde. Whitney Houston nahm unter anderem Hold Me und Didn’t We Almost Have It All, ein weiterer Nummer-1-Hit, auf. Gemeinsam mit Gerry Goffin komponierte er auch das Lied Saving All My Love for You, eine weitere Nummer eins für Whitney Houston. Goffin und er schrieben außerdem Nothing’s Gonna Change My Love For You, ein großer Erfolg für Glenn Medeiros. Mit Linda Creed schrieb er die Ballade Greatest Love of All, ein Hit für George Benson und später ein weiterer Nummer-eins-Erfolg für Whitney Houston.
Neben den bereits genannten Sängerinnen nahmen auch Natalie Cole (Someone That I Used to Love, Miss You Like Crazy, Starting All Over Again), Barbra Streisand, Thelma Houston, Aretha Franklin und viele andere seine Lieder auf.
Masser wurde zweimal für den Grammy nominiert, konnte den Preis aber nie in Empfang nehmen.

## Filmografie
- 1975: Mahagoni (Mahogany) – Soundtrack-Komponist
- 1976: Pipe Dreams – Filmsong-Komponist
- 1977: Ich bin der Größte (The Greatest) – Soundtrack-Komponist
- 1980: Stir Crazy – Filmsong-Komponist
- 1984: Choose Me – Filmsong-Komponist
- 1988: Der Prinz aus Zamunda – Filmsong-Komponist

Der Titelsong aus Mahogany, Theme from Mahogany (Do You Know Where You’re Going To), wurde 1976 für einen Oscar als Bester Filmsong nominiert und So Sad the Song, gesungen von Gladys Knight & the Pips, aus Pipe Dreams 1977 für den Golden Globe. Für Greatest Love of All gewann Masser gemeinsam mit Linda Creed 1990 einen ASCAP Award.
2007 wurde er in die Songwriters Hall of Fame aufgenommen.